# Wereldkampioenschap dammen 1938 (match)
De match om het wereldkampioenschap dammen 1938 werd gespeeld van zaterdag 1 oktober 1938 tot en met zaterdag 22 oktober 1938 in verschillende plaatsen in Nederland tussen de Nederlander Reinier Cornelis Keller en de Franse titelverdediger Maurice Raichenbach. De wereldtitel werd behouden door Maurice Raichenbach met een score van 17-15.

## Rondes
| Ronde | Dag       | Datum           | Plaats         |
| ----- | --------- | --------------- | -------------- |
| 1     | zaterdag  | 1 oktober 1938  | Amsterdam      |
| 2     | maandag   | 3 oktober 1938  | Arnhem         |
| 3     | woensdag  | 5 oktober 1938  | Amsterdam      |
| 4     | donderdag | 6 oktober 1938  | Middenbeemster |
| 5     | vrijdag   | 7 oktober 1938  | Hoorn          |
| 6     | zaterdag  | 8 oktober 1938  | Zwolle         |
| 7     | maandag   | 10 oktober 1938 | Amsterdam      |
| 8     | dinsdag   | 11 oktober 1938 | Scheveningen   |
| 9     | woensdag  | 12 oktober 1938 | Hengelo        |
| 10    | vrijdag   | 14 oktober 1938 | Diemen         |
| 11    | zaterdag  | 15 oktober 1938 | Amsterdam      |
| 12    | zondag    | 16 oktober 1938 | Maastricht     |
| 13    | dinsdag   | 18 oktober 1938 | Amsterdam      |
| 14    | woensdag  | 19 oktober 1938 | Amsterdam      |
| 15    | vrijdag   | 21 oktober 1938 | Amsterdam      |
| 16    | zaterdag  | 22 oktober 1938 | Amsterdam      |

## Resultaten
| Rang | Land | Naam                    | 1 | 2 | 3 | 4 | 5 | 6 | 7 | 8 | 9 | 10 | 11 | 12 | 13 | 14 | 15 | 16 | punten |
| ---- | ---- | ----------------------- | - | - | - | - | - | - | - | - | - | -- | -- | -- | -- | -- | -- | -- | ------ |
| 1    | FRA  | Maurice Raichenbach     | 1 | 1 | 1 | 1 | 1 | 1 | 1 | 1 | 1 | 1  | 2  | 1  | 1  | 1  | 1  | 1  | 17     |
| 2    | NED  | Reinier Cornelis Keller | 1 | 1 | 1 | 1 | 1 | 1 | 1 | 1 | 1 | 1  | 0  | 1  | 1  | 1  | 1  | 1  | 15     |

Toernooi:
1912 · 
1925 · 
1928 · 
1931 · 
1948 · 
1952 · 
1956 · 
1960 · 
1964 · 
1968 · 
1972 · 
1976 · 
1978/79 · 
1980 · 
1982 · 
1983 · 
1984 · 
1986 · 
1988 · 
1990 · 
1992 · 
1994 · 
1996/97 · 
2001 · 
2003 · 
2005 · 
2007 · 
2009 · 
2011 ·
2013 ·
2015 ·
2017 ·
2019 ·
2021 ·
2023 ·
2025

Match:
1932 · 
1933 · 
1934 · 
1936 · 
1936 · 
1937 · 
1938 · 
1945 · 
1947 · 
1951 · 
1954 · 
1958 · 
1959 · 
1961 · 
1965 · 
1968 · 
1969 · 
1972 · 
1973 · 
1974/75 · 
1979 · 
1981 · 
1983 · 
1984 · 
1985 · 
1987 · 
1990 · 
1991 · 
1993/94 · 
1996 · 
1998 · 
2003 · 
2004 · 
2006 · 
2009 ·
2013 ·
2015 ·
2016 ·
2018/19 ·
2022 ·
2024